# Siparuna pauciflora
Siparuna pauciflora är en tvåhjärtbladig växtart som först beskrevs av Pehr Johan Beurling, och fick sitt nu gällande namn av A. Dc.. Siparuna pauciflora ingår i släktet Siparuna och familjen Siparunaceae. Inga underarter finns listade i Catalogue of Life.